# Lineas
 (juin 2024).
Lineas est une entreprise ferroviaire belge. Elle est issue de l'activité fret de la Société nationale des chemins de fer belges (SNCB) appelée SNCB-Cargo puis B-Logistics jusqu'en 2017.
La société est spécialisée dans l'industrie métallurgique, via sa filiale Xpedys  et dans le transport de conteneurs, via Inter Ferry Boat.
Ces filiales sont manifestement liées aux deux principaux pôles économiques en Belgique : le port d'Anvers et l'industrie sidérurgique. Elles sont constituées en sociétés distinctes et assurent l'essentiel de l'activité de l'opérateur dont le personnel est par ailleurs fourni par SNCB-Holding, la structure faitière de l'opérateur historique belge.

## Contexte administratif

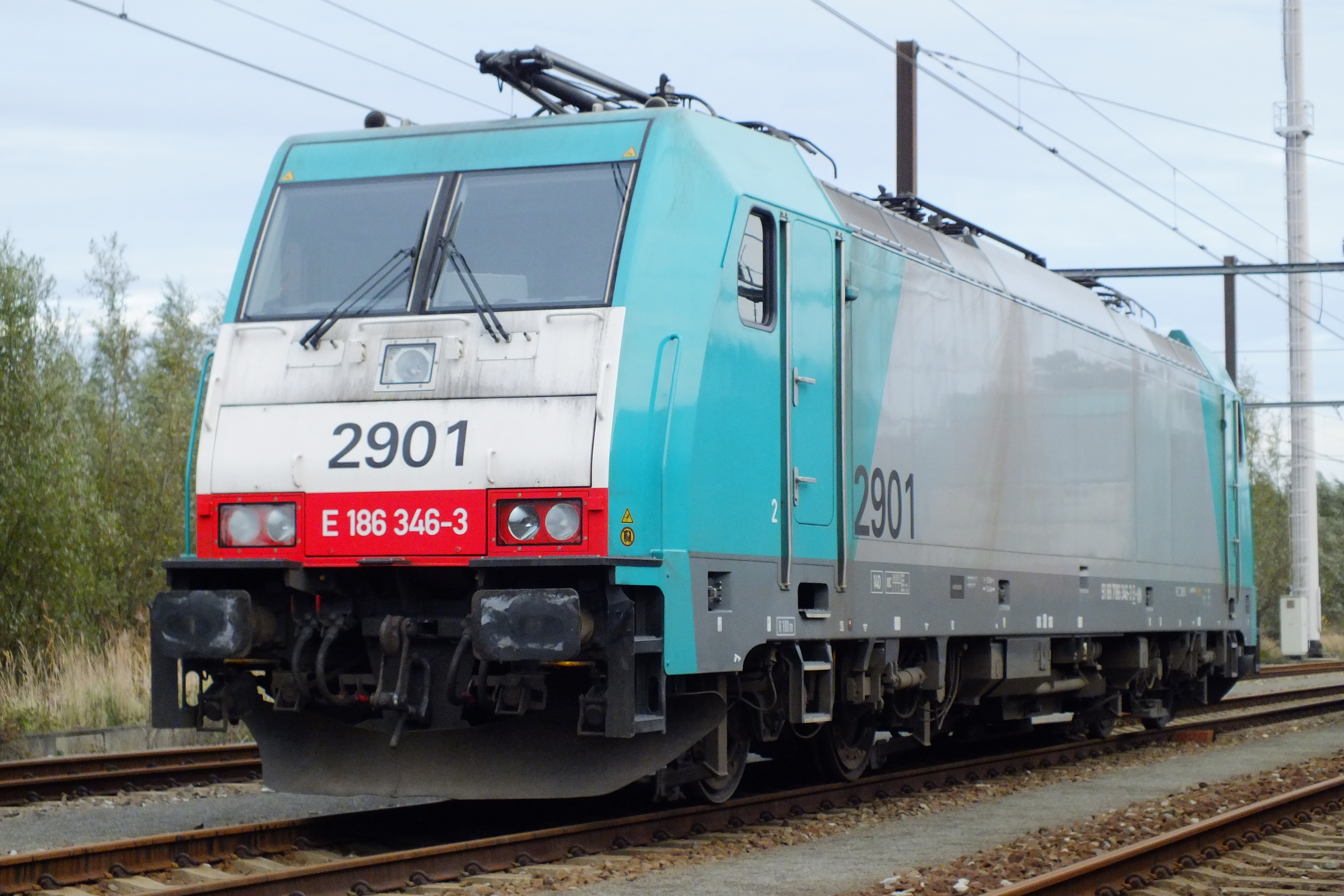
BB 2901 de B-Cargo.

En 2005, l’Union européenne a donné le feu vert à la libéralisation du trafic ferroviaire. Au niveau belge, à la suite de cette décision, la SNCB a été transformée en une structure nouvelle : le Groupe SNCB, composé de trois entreprises. Chacune de ces entreprises est une société anonyme ayant le statut d’une entreprise publique autonome. Ceci signifie que toutes les missions exécutées par ces trois entreprises sont des missions de service public. Celles-ci sont fixées par une loi adoptée par le Parlement fédéral, et décrites dans le contrat de gestion que les trois sociétés ont conclu avec l’État belge.
- La SNCB est l’entreprise ferroviaire qui transporte les voyageurs et les marchandises par la voie ferrée. La SNCB est donc responsable des trains. Elle compte 6 divisions : technique et production, central support, finances, voyageurs nationaux, voyageurs internationaux et marchandises, sous le nom de B-Cargo.
- Infrabel gère l’infrastructure du réseau ferré belge. L’infrastructure comprend non seulement les rails, mais également les caténaires, aiguillages, passages à niveau, signaux, quais, etc. Elle concerne donc tous les aspects qui permettent aux trains de circuler sur le réseau. Les collaborateurs d’Infrabel sont surtout connus du grand public à travers leurs activités sur et aux abords des voies.
- La SNCB-Holding développe et entretient les 35 principales gares belges, ainsi que les parkings et les emplacements pour vélos. Elle est également responsable de la sécurité et de la surveillance dans toutes les gares belges, ainsi que dans les trains. Par ailleurs, la société est l’employeur officiel de tous les membres de personnel du Groupe-SNCB, assure les relations sociales et remplit un rôle de coordination au sein du groupe.

## Histoire
Depuis 1991, l'union européenne adopte une première directive en matière de politique européenne des transports ferroviaires. L'objectif est de lutter contre l'érosion du trafic par rail au profit de la route au moyen d'une politique transnationale.
L'un des principaux obstacles à l'efficacité du rail est la diversité des règlementations et procédures nationales, qui induit une vitesse commerciale extrêmement faible, malgré une certaine collaboration entre les opérateurs. L'Europe souhaite donc faire tomber ces barrières, ce qui induit la mise en concurrence des différents opérateurs (historiques ou en devenir).
Depuis, la tendance dans le secteur du fret européen est d'une part à l'émergence de nombreux petits opérateurs privés offrant une organisation très flexible et d'autre part à la consolidation, avec les opérateurs historiques des grands pays qui fusionnent ou se portent acquéreurs de petits concurrents afin de s'ouvrir de nouveaux marchés.
La SNCB n'a pas pu (ou pas voulu) entrer dans cette logique de consolidation, et les conséquences économiques de la crise financière de 2008 sur ses principaux clients creusent le déficit de l'opérateur. À fortiori si l'on tient compte que ses deux imposants voisins, Fret SNCF et DB Cargo, sont tentés de préférer la confrontation à la collaboration.
La crise de 2008 affecte lourdement la filière fret de la SNCB, qui perd alors quatre-vingts millions d'euros par an. La création de SNCB Logistics, filiale de droit privé, se fait le 1er février 2011, et s'accompagne d'un subside de 135 millions d'euros, permettant de financer la restructuration, et notamment la suppression de cinq cents postes, soit 30 % de la masse salariale. l'objectif est alors la réduction des coûts d'un quart afin que l'entreprise soit compétitive.
Depuis mars 2015, SNCB LOGISTICS est privatisée : 31 % de l'entreprise appartiennent toujours à la SNCB, et 69 % au fonds Argos Soditic. Le fonds apporte vingt millions d'euros, ce qui permet, à l'aide de financements externes, de recapitaliser l'entreprise à hauteur de septante millions d'euros. La société prend le nom Lineas en avril 2017.
Le changement de statut d'entreprise publique à entreprise privée est associée au transfert de personnel SNCB vers l'entreprise, ce qui cause des inquiétudes sur le statut des salariés. Un mouvement de grève mené par la CGSP Cheminots a lieu le 24 septembre 2015.
La filière fret de la SNCB est historiquement déficitaire, mais Lineas passe de 115 millions d'euros de pertes en 2009 à un résultat positif dès 2013 puis à 27 millions de profits en 2016, et retrouve la croissance, avec 31,5 millions de tonnes transportées en 2016,.
Le 12 juin 2019, Lineas France inaugure un nouveau hub ferroviaire à Langres, s'ajoutant à ceux de Tergnier et Châlons-en-Champagne. Une dizaine de trains de fret passent par la gare chaque semaine, en augmentation de 70 % par rapport à février 2018, ce qui justifie le besoin d'un nouveau hub.
En février 2020, on estime que Lineas compte 2 100 employés, 250 locomotives et 7 000 wagons.
L'année 2020 voit le chiffre d'affaires reculer d'une dizaine de pourcents. En janvier 2021, Lineas est refinancée de 60 millions d'euros par Belfius, BNP Paribas, Argos Wityu et la SFPI. L'objectif de l'entreprise est alors de densifier son offre, de ne plus passer systématiquement par la Belgique mais de mettre en place de nouveaux hubs.
En avril 2021, Lineas rachète l'entreprise de fret néerlandaise Independent Rail Partner (IRP). Celle-ci compte 35 employés, 14 millions d'euros de chiffre d'affaires et une douzaine de locomotives. L'acquisition devrait renforcer la présence de Lineas aux Pays-Bas notamment pour le « dernier kilomètre », et particulièrement pour la desserte du port de Rotterdam,.
En février 2022, Bernard Gustin, ancien directeur de Brussels Airlines, remplace Geert Pauwels à la direction de Lineas.
En octobre 2023, le ministre des transports Georges Gilkinet annonce que Lineas se trouve au bord de la faillite à cause de problèmes de trésorerie. L'entreprise est en effet déficitaire depuis fin 2022 et a besoin d'un apport de 50 millions d'euros pour éviter le surendettement.
En juin 2025, le gouvernement belge approuve un prêt de 61 millions d'euros destiné à répondre aux besoins de liquidités de l'entreprise. Par ailleurs, le plan d'affaires couvrant la période 2025-2027 prévoit que Lineas atteigne le seuil de rentabilité en 2026, à travers une large restructuration de l'entreprise, initiée par l'ancienne direction et poursuivie par le nouveau CEO Erik van Ockenburg, nommé en mai 2025.

## Évolution administrative
La SNCB, devenue une SA de droit public en 1991, se dirige vers une gestion davantage axée sur l'entreprise. La nouvelle structure voit la mise en place progressive de business units (BU) qui aboutissent, en 1998, à une nouvelle organisation orientée produits et prestations. La BU marchandises devient SNCB-Cargo et est appelée à maîtriser ses coûts.
Une stratégie dite New Cargo est mise sur pied dès 2003 avec, notamment, la création des filiales commerciales avec moyens logistiques propres : Inter Ferry Boat (transport de conteneurs), Rail Force (secteurs chimiques et automobiles) et Xpedys (secteur métallurgique et vrac diffus). La même année, le premier train de fret privé, de la firme DLC, lance ses services sur le réseau belge.
Comme décrit plus haut, le rail belge est scindé en trois entités en 2005 : le transport des marchandises revient logiquement à la SNCB, entreprise en monopole. En 2006, SNCB Cargo devient B-Cargo et les documents d'époque montre que l'entreprise faisait un chiffre d’affaires de 385,5 millions d’euros et transportait un volume de plus de 60 millions de tonnes. En 2007, les pertes financières demeuraient encore très importantes.
Dans une note de 6 novembre 2008, la ministre de tutelle demande de présenter un plan avec lequel B-Cargo la stabilité financière pourrait être atteinte vers 2011. La même année est créée une filiale à l'étranger, OSR France, pour opérer dans les Hauts de France des dessertes d’embranchements ou de traction de trains complets pour le compte de divers clients, en chimie, métallurgie ou céréales. En juin 2009, B-Cargo présentait encore des chiffres dans le rouge : 160 millions de pertes sur 340 millions de ventes. Les fonds propres se sont réduits à 200 millions d'euros et, selon des sources internes, à politique inchangée, les capitaux propres auraient été vite consommés, sans possibilité de recapitalisation. Cette perspective a fait grandir l'idée qu'il fallait se tourner vers une entreprise autonome via une filialisation intégrale.
En 2010 est créé SNCB Logistics SA, filiale à 100 % de la SNCB. Deux conditions cruciales sont instaurées pour mener à bien l'opération :
- Un financement pour pouvoir travailler aux conditions du marché (avec la toute dernière et ultime demande d'autorisation de subsides à la Commission européenne);
- Plus révolutionnaire, une adaptation des règles HR couplée à une solution de soutien pour le personnel excédentaire.

Signe du changement, SNCB-Logistics commença à gérer sa propre flotte de locomotives, en poursuivant la politique de location de locomotives TRAXX auprès d'Alpha Train.
Au 1er janvier 2014, le rail belge revient à deux entités : SNCB-Logistics demeure au sein de l'entreprise nationale mais des discussions se précisent quant à une cession des activités. L’option d’une revente, impensable quelques années auparavant, devient au fil des mois de plus en plus plausible. Les intérêts anversois, pour qui tourne finalement la majeure partie du trafic de fret ferroviaire belge, étaient prépondérants. La vente partielle aura lieu en 2015 avec la prise de participation du fonds français Argos Wityu, spécialisé dans les buy out, pour acquérir 69 % de la filiale pour 20 millions d'euros, les 31% restant aux mains de la SNCB. La société B-Logistics commence un lent redressement et le personnel n'est plus sous statut. Une réorganisation des services marchandises est opérée.
En 2016, B-Logistics remporte la mention spéciale du jury du Belgian Environment & Energy Award pour son projet Eco-Driving visant à réduire de 25% la consommation en énergie de ses trains.
Le 27 avril 2017, B-Logistics présente un nouveau branding et, pour l'occasion, change de nom : elle s'appelle désormais Lineas.
En mai 2020, Argos Wityu reprend grâce à un "shareholder agreement" 21% de Lineas à la SNCB, celle ci reste propriétaire de 10% de Lineas.
En janvier 2021, la SFPI reprend les 10 % de la SNCB dans l'entreprise.
Refinancée à hauteur de 60 millions d'Euros en janvier 2021, la société Lineas rachète en 2021, l'opérateur néerlandais Independent Rail Partner (IRP), qui fait 14 millions d’euros de chiffre d’affaires avec l’aide de 35 employés et d’une douzaine de locomotives. Cela ouvre à la compagnie Lineas, l'accès au port de Rotterdam.

## Données financières
| Année | Chiffre d'affaires | Bénéfices |
| ----- | ------------------ | --------- |
| 2022  | 420 M€             | - 229 M€  |
| 2021  | 651 M€             | - 84 M€   |
| 2020  | 450 M€             | - 80M€    |
| 2019  | 483 M€             | - 42 M€   |
| 2018  | 143 M€             | 14 M€     |
| 2017  | 195 M€             | 2,4 M€    |
| 2015  | 119 M€             | 32 M€     |
| 2014  | 108 M€             | - 1 M€    |

## Matériel moteur

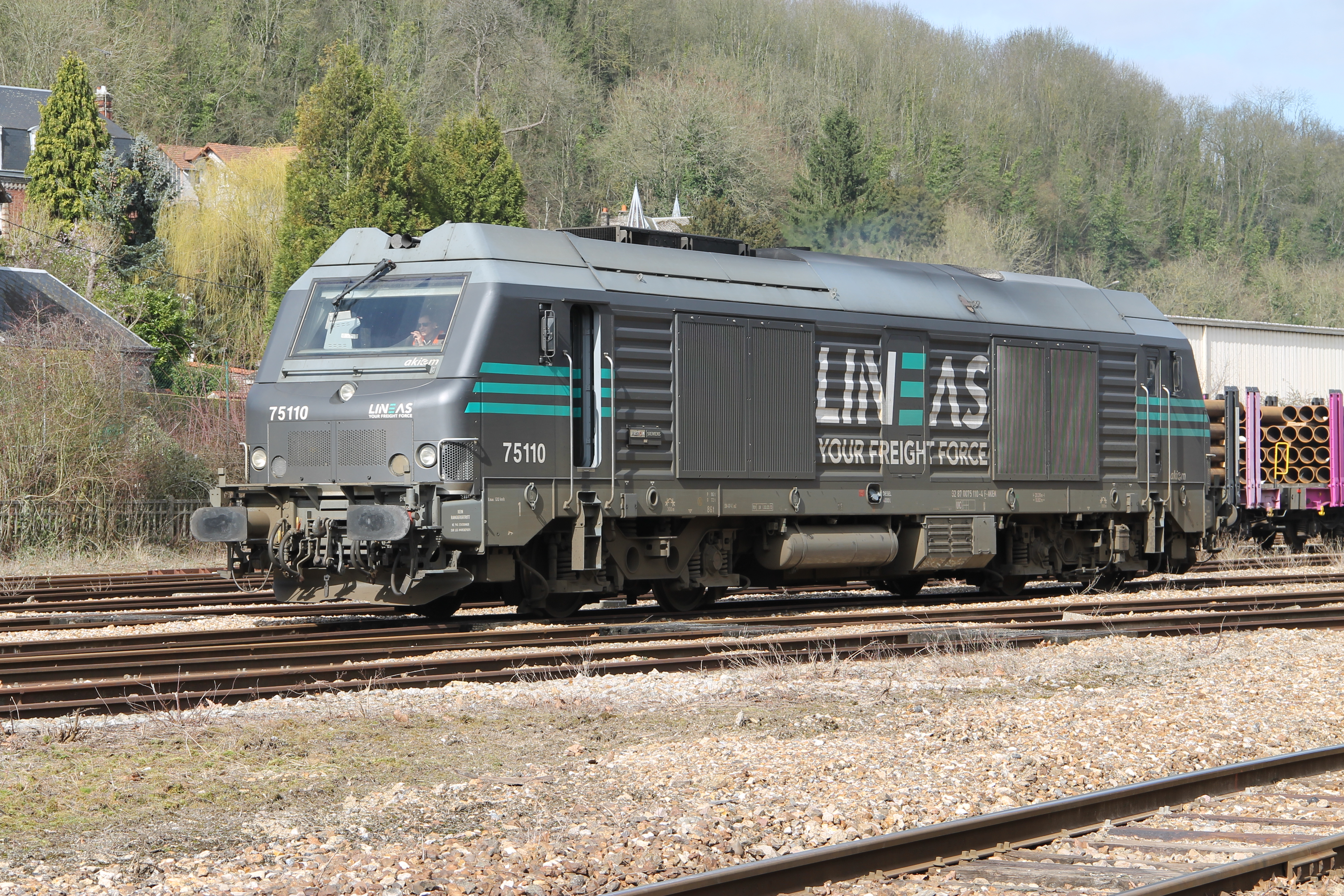
BB 75110 Akiem en livrée LINEAS.
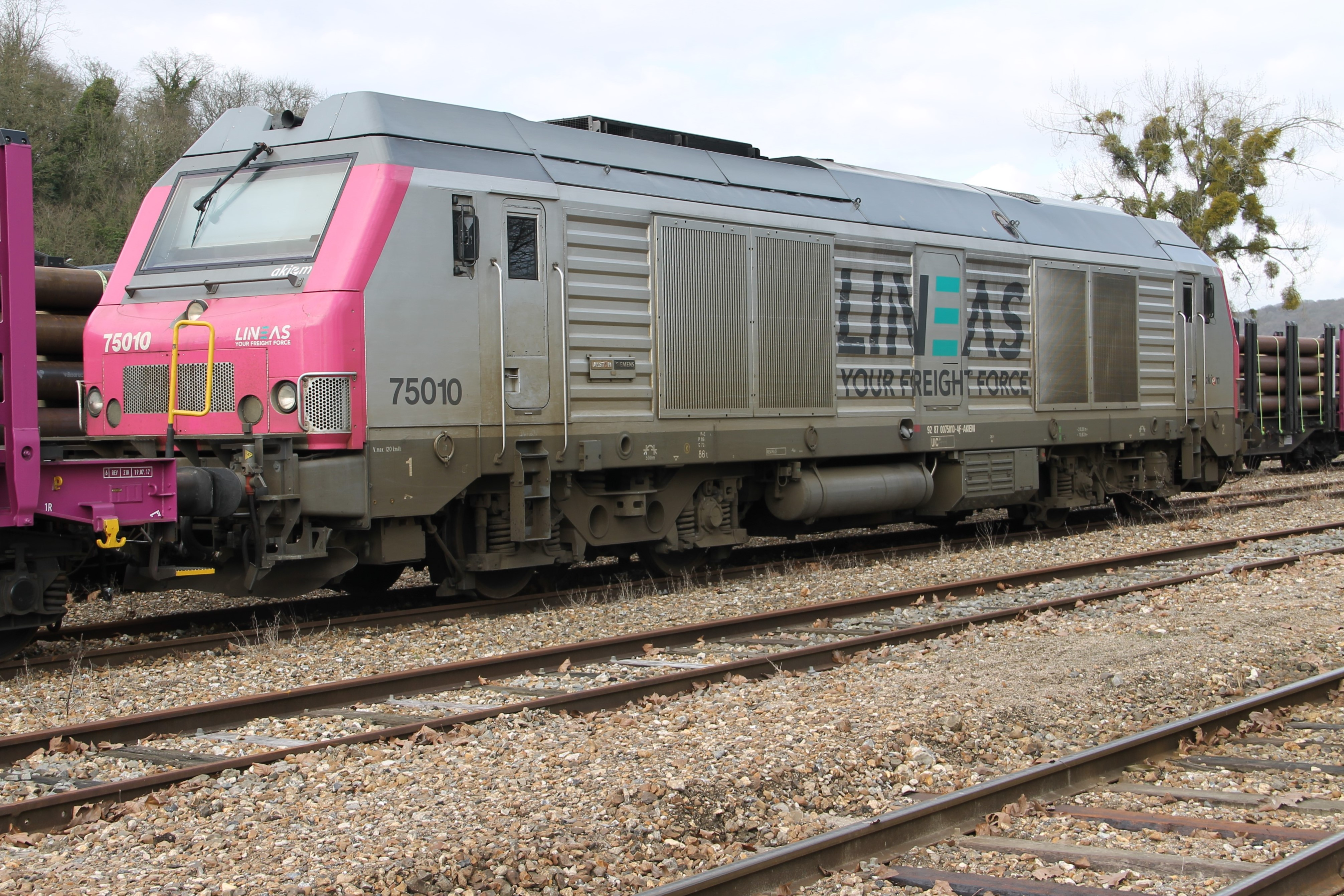
BB 75010 Akiem en livrée LINEAS.
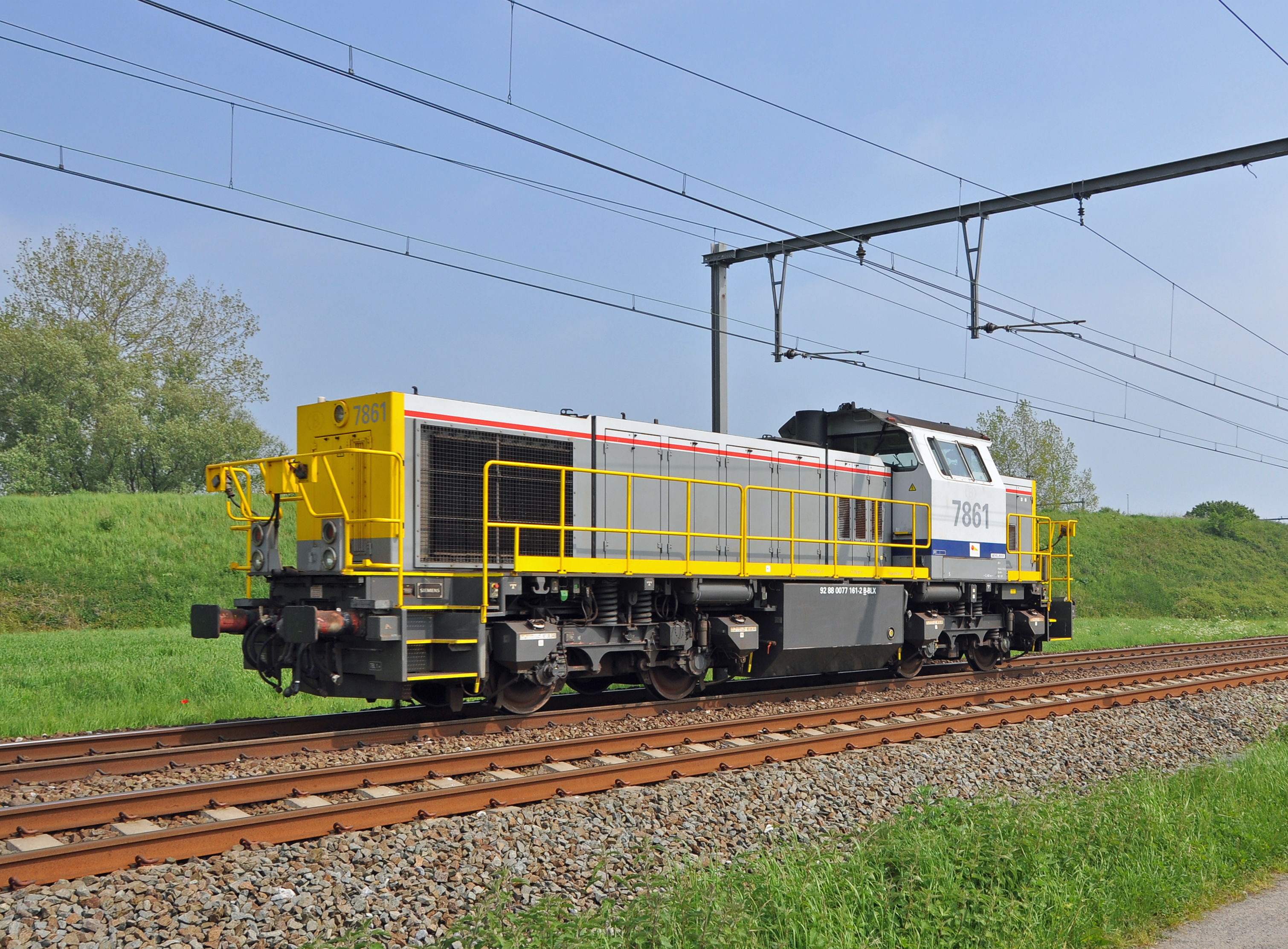
Locomotive série 77-78
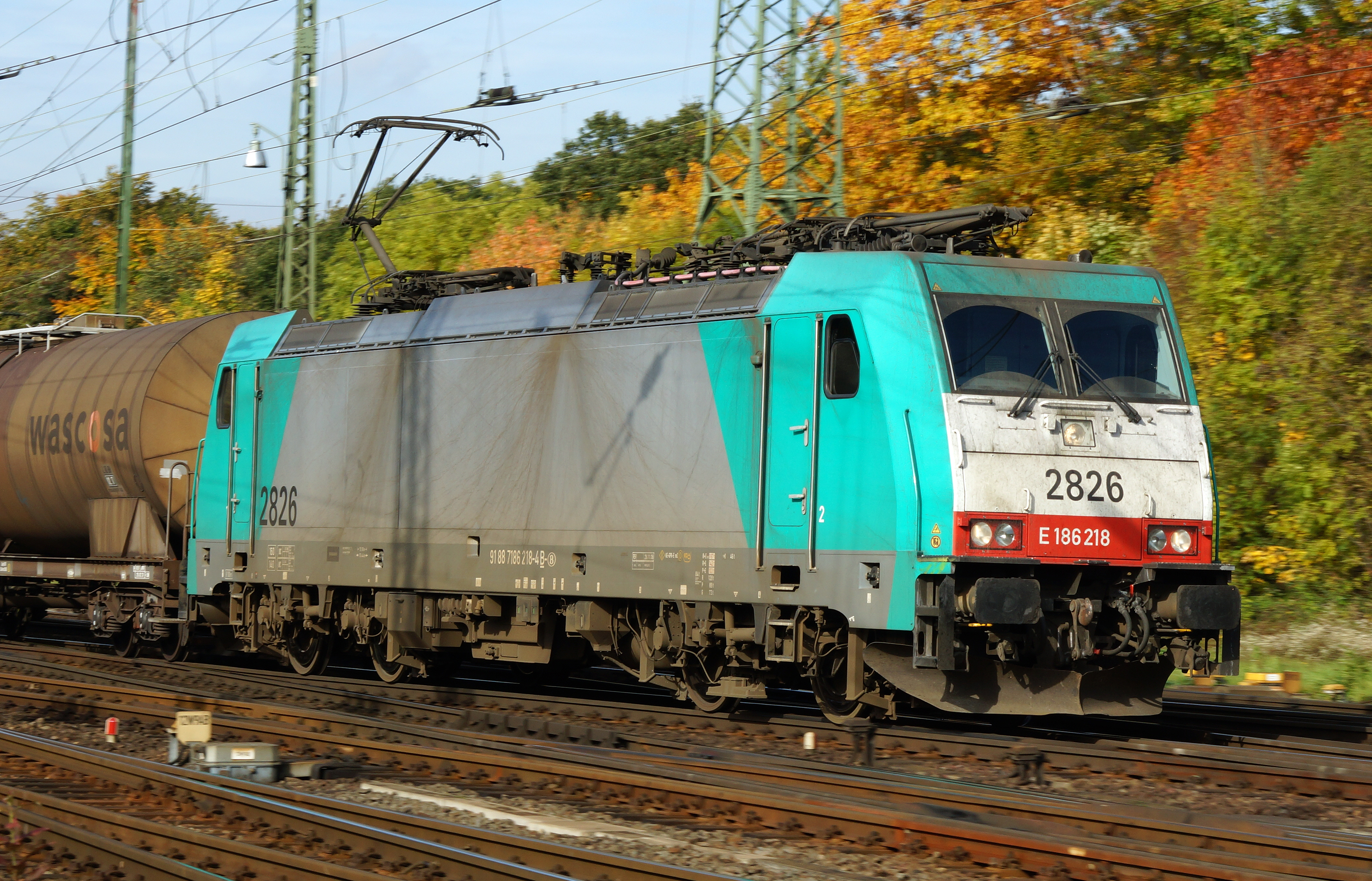
Série 28, une Bombardier Traxx E 186
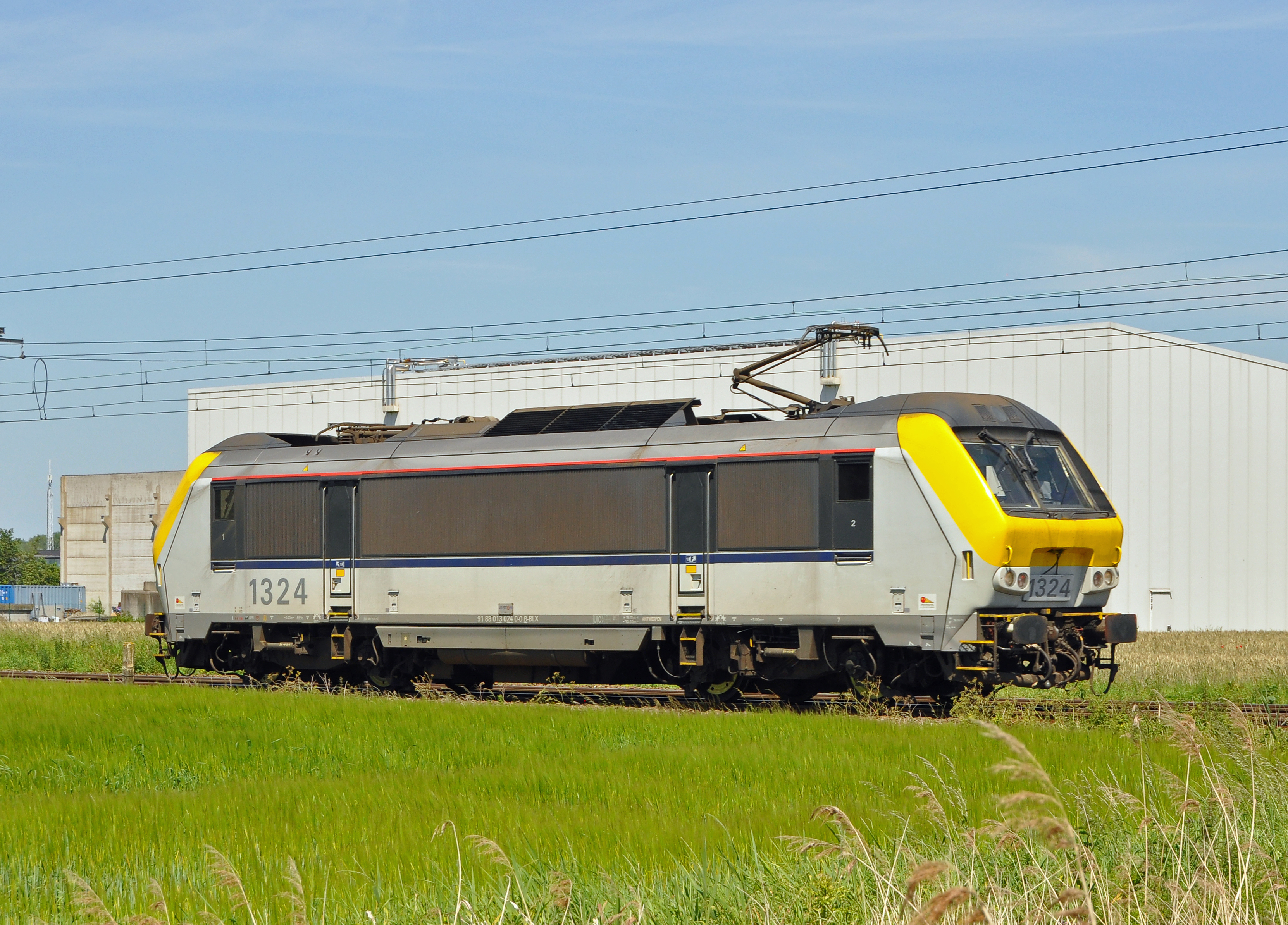
Série 13 SNCB
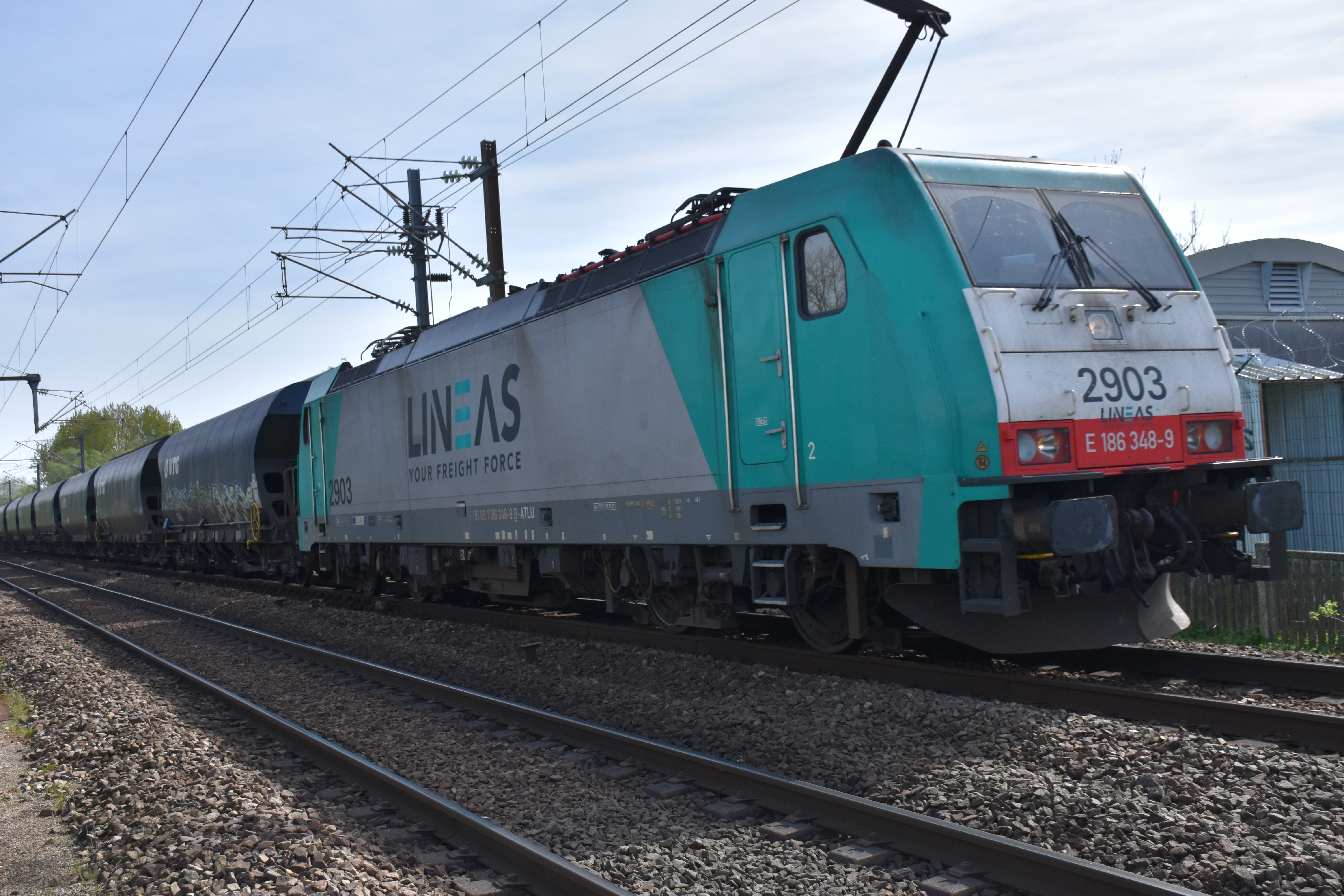
Série 29